# Alophonota
Alophonota is een geslacht van rechtvleugeligen uit de familie Romaleidae. De wetenschappelijke naam van dit geslacht is voor het eerst geldig gepubliceerd in 1873 door Stål.

## Soorten
Het geslacht Alophonota  is monotypisch en omvat slechts de volgende soort:
- Alophonota pierretii (Blanchard, 1837)